# Apolinar Camacho
Apolinar Camacho Orellana (Uyuni, 5 de enero de 1917-La Paz, 4 de abril de 2002) fue un músico y compositor boliviano. Es autor de la cueca Viva mi patria Bolivia, considerada el segundo himno nacional de Bolivia.

## Biografía
Su madre, Escolástica Orellana, le enseñó las primeras notas musicales y su padre, Ruperto Camacho, que era músico profesional, le instruyó también en distintas áreas. En 1929 ingresó al Conservatorio de Música de La Paz, entidad en que cursó solo dos años. Siguió luego sus estudios para contador general y perito mercantil en el Instituto Arrieta y en el Ayacucho en la sede de gobierno. 

Creo que provengo de una familia de artistas musicales y de ahí, seguramente, arranca la inspiración que tengo, gracias a Dios. Me inspiro en la belleza de la naturaleza, el río Choqueyapu, el Illimani, y todo el paisaje boliviano. Todo eso lo traduzco a música y luego le pongo letra.
Apolinar Camacho

## Composiciones
Compuso 86 obras registradas hasta 1994. Entre las de mayor repercusión se cuentan:
- En tus brazos (huayño)
- Por qué te vas (huayño)
- Corazón (taquirari)
- Ingrata (cueca)
- Yo te perdono (vals)
- Desengaño (cueca)
- Antofagasta (cueca)
- Cunquitoy paloma (bailecito)
- La Paz inolvidable (danza incaica)

## Historia de la cueca «A Bolivia»
La cueca «Viva mi patria Bolivia» tuvo inicialmente por título «A Bolivia». Fue compuesta en 1939 y legalmente registrada con este nombre en 1946. Según testimonio del propio Apolinar Camacho, la música y la primera estrofa de la letra fueron creadas por él; la segunda y tercera estrofa le corresponden a Ricardo Cabrera, un poeta y cantor salvadoreño a quien Camacho conoció entre 1943 y 1944, cuando interpretaba en piano y canto sus composiciones en Radio Illimani. La cueca fue estrenada en una audición radial, y en 1946, para el sello Odeón de Argentina fue grabada en disco por el dúo “Las Kantutas”, con el acompañamiento del maestro Gilberto Rojas y su conjunto.
La cueca quedó en el olvido hasta 1963, cuando la selección boliviana de fútbol se coronó ganadora del Campeonato Sudamericano. Entonces el pueblo le cambió de nombre por Viva mi Patria, Bolivia. Por 1969, el poeta salvadoreño Ricardo Cabrera, que residía en Lima, en carta al encargado de negocios de Bolivia en Perú, cedió sus derechos de autor al Estado de Bolivia.

## Premios
Por el conjunto de sus obras, Camacho fue galardonado por entidades oficiales como:
- El Parlamento Nacional en 1994.
- Disco de Plata por Lauro Records empresa discográfica.